# Мрзкий потік
Мрзкий потік (словац. Mrzký potok) — річка; ліва притока Студеного потоку, протікає в окрузі Тврдошін.
Довжина приблизно 4.6-5.1 км. Витік знаходиться в масиві Скорушинські гори (схил гори Махов) — на висоті приблизно 980 метрів.
Протікає територією села Оравски Бєли Поток. Впадає в Студений потік на висоті близько 635 метрів.